# Zeit-Echo
Zeit-Echo, Untertitel Ein Kriegs-Tagebuch der Künstler, war eine expressionistische Zeitschrift, die von Oktober 1914 bis September 1917 im Graphik-Verlag München (1914–16) bzw. im Zeit Echo-Verlag Benteli in Bümpliz-Bern (1917) erschien.
Herausgeber waren  Otto Haas-Heye (Jahrgang 1–2; 1914/15) und Ludwig Rubiner (Jg. 3; 1917). Die Zeitschrift erschien in 42 Einzelheften; Mitarbeiter waren unter anderem  Hermann Bahr, Johannes R. Becher,  Martin Buber,  Theodor Däubler, Kasimir Edschmid, Albert Ehrenstein, Paul Ernst, Otto Flake, Hermann Hesse, Arno Holz, Eduard von Keyserling, Oskar Loerke, Thomas Mann, Georg Simmel, Hugo Sonnenschein, Wilhelm Worringer und Paul Zech.
Illustriert war die Zeitschrift mit Lithographien und Holzschnitten zeitgenössischer Künstler, darunter René Beeh, Maria Caspar-Filser, Karl Caspar, Fritz Feigl, Max Feldbauer, Willi Geiger, Alexander von Gleichen-Rußwurm, Rudolf Grossmann, Wilhelm Hausenstein, Franz Heckendorf, Paul Klee, Oskar Kokoschka, Alfred Kubin („Kriegsfurie mit Brandfackel“), Willi Nowak, Franz Reinhardt, Edwin Scharff, Werner Paul Schmidt, Adolf Schinnerer, Richard Seewald, Walther Teutsch und Max Unold, der die Titel-Vignette entwarf.
Thomas Mann schrieb zu Beginn des Ersten Weltkriegs in Heft 2 kriegsbejahend: „Ja und ja! Es gibt nur einen wirklich ehrenhaften Platz heute, und der ist vor dem Feind“; ähnlich nationalisch-überheblich waren auch andere, wie Paul Ernst; nur wenige Schriftsteller, etwa Annette Kolb, Franz Werfel, Alfred Kerr, Paul Scheerbart und Franz Blei waren weniger begeistert. Unter dem neuen Schriftleiter Hans Siemsen machte sich im zweiten Jahrgang ein vorsichtiger Gesinnungswandel bemerkbar, nämlich die Abkehr von der literarischen Reflexion der Kriegserlebnisse. Erst mit der Übernahme der Schriftleitung durch Ludwig Rubiner und die Übersiedlung des Verlags in die neutrale Schweiz trat eine pazifistische Tendenz bei den Autoren hervor.